# ورونا (تگزاس)
ورونا (به انگلیسی: Verona) یک منطقهٔ مسکونی در ایالات متحده آمریکا است که در شهرستان کالین، تگزاس واقع شده‌است. ورونا ۱۸۱٫۰۵ متر بالاتر از سطح دریا قرار دارد.